# Allomyella portenkoi
Allomyella portenkoi är en tvåvingeart som först beskrevs av Stackelberg 1952.  Allomyella portenkoi ingår i släktet Allomyella och familjen kolvflugor. Arten har ej påträffats i Sverige. Inga underarter finns listade i Catalogue of Life.